# Securidaca diversifolia
Espèce
Classification APG IV (2016)
Synonymes
- Elsota diversifolia (L.) S.F. Blake
- Polygala diversifolia L. - Basionyme
- Securidaca erecta Jacq.
- Securidaca fendleri Chodat
- Securidaca mollis Kunth
- Securidaca pubescens var. ovata DC.
- Securidaca venosa Rusby
- Securidaca volubilis var. mollis (Kunth) A.W. Benn.[1]

Securidaca diversifolia est une espèce de plantes à fleurs de la famille des Polygalaceae.

## Description
Securidaca diversifolia est une liane ligneuse. 

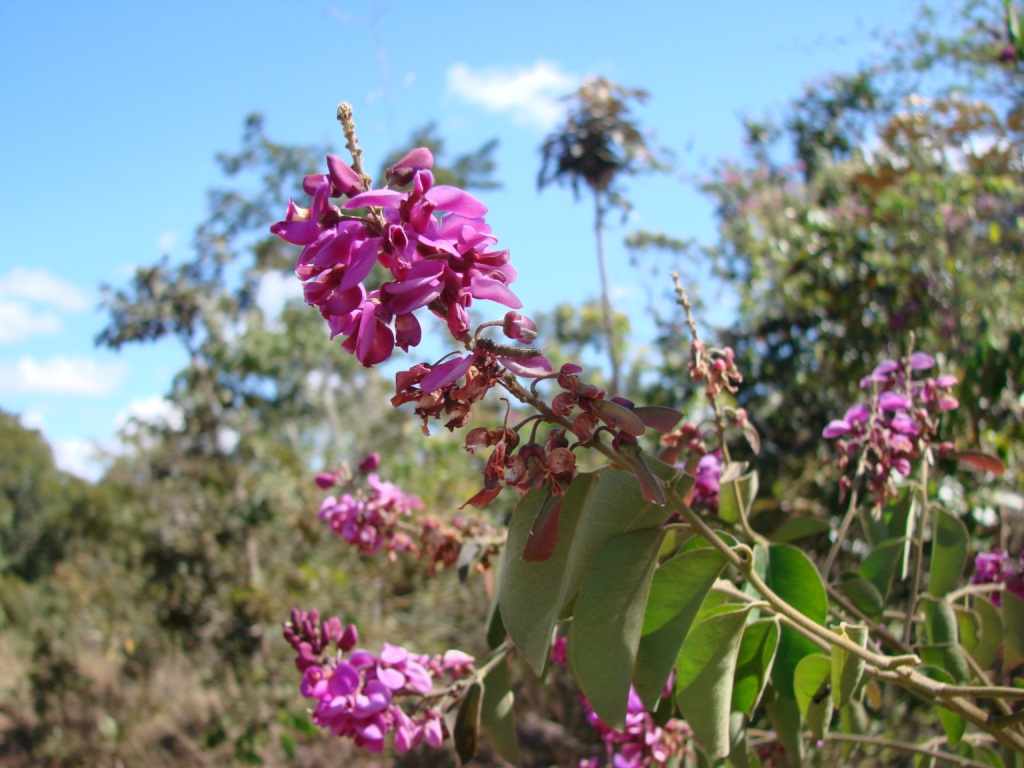
rameau florifère de Securidaca diversifolia (Jardim Botanico de Brasília, au Brésil).
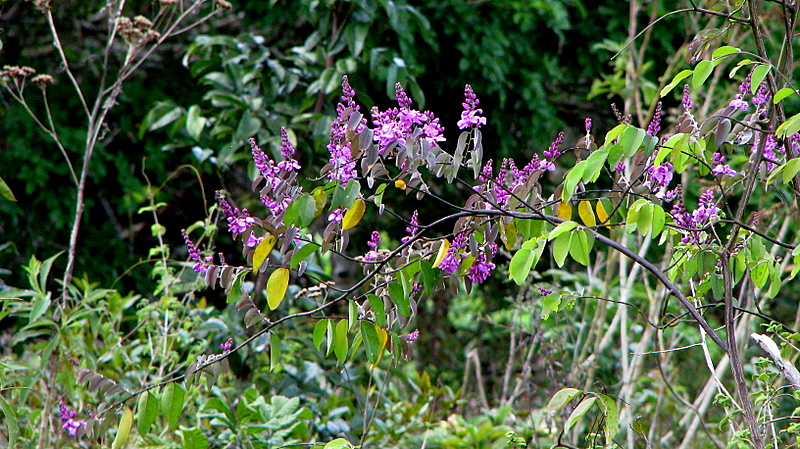
rameau florifère de Securidaca diversifolia (Bahia, au Brésil).
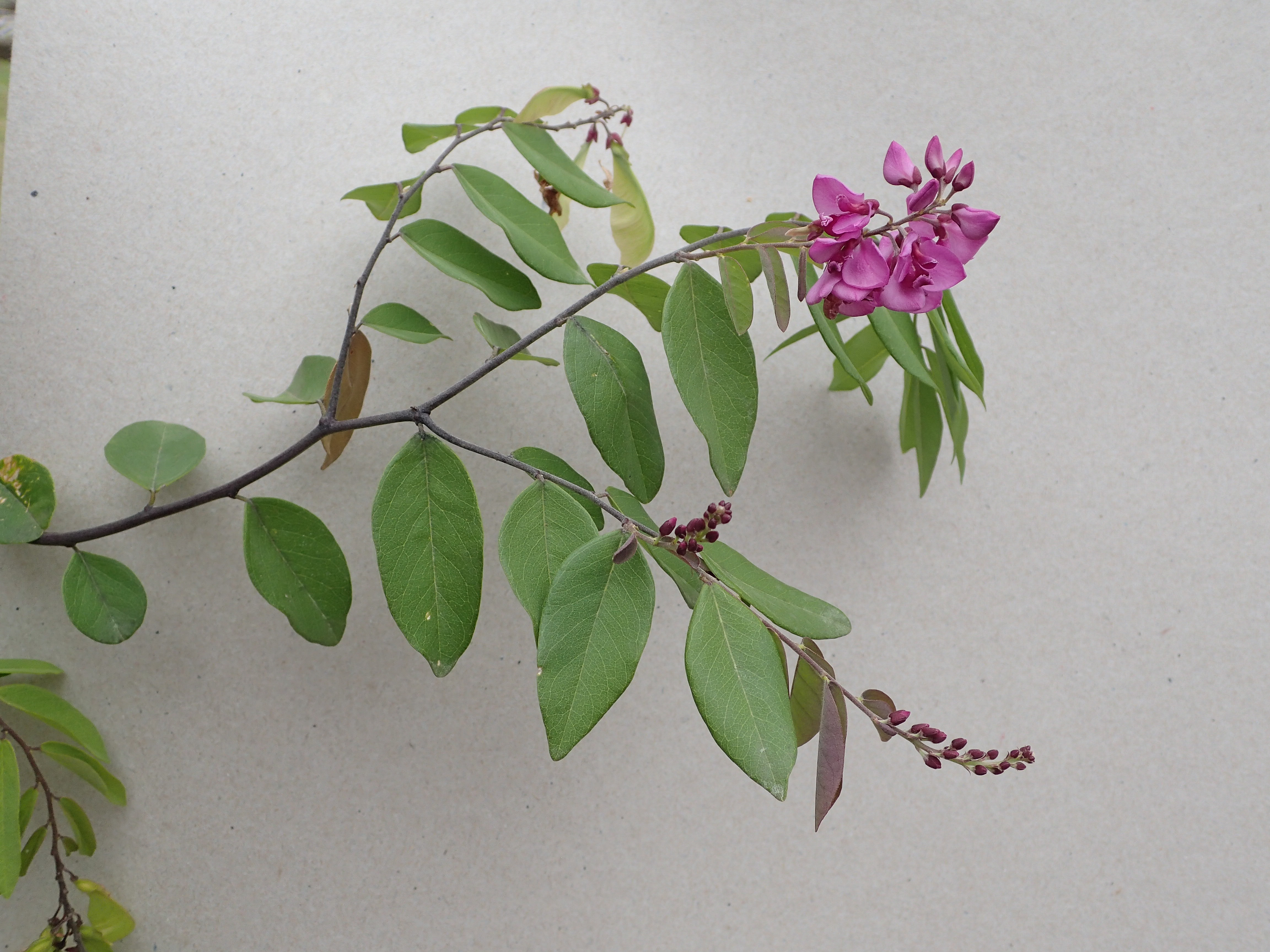
rameau florifère de Securidaca diversifolia (Cayenne, en Guyane).
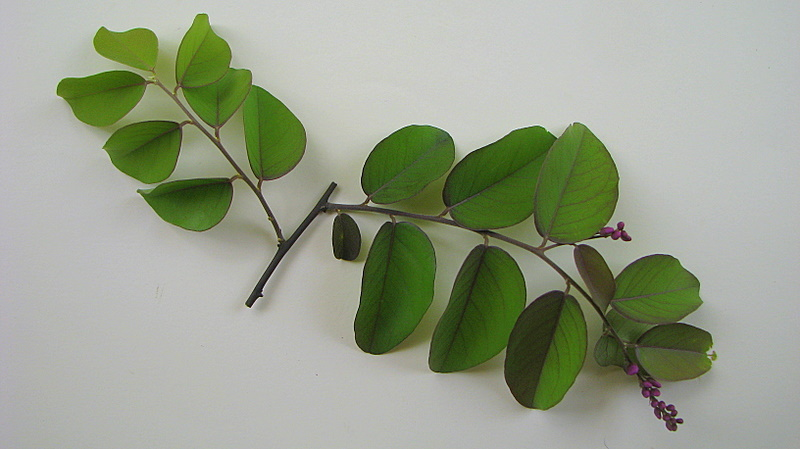
rameau feuillé de Securidaca diversifolia (Bahia, au Brésil).
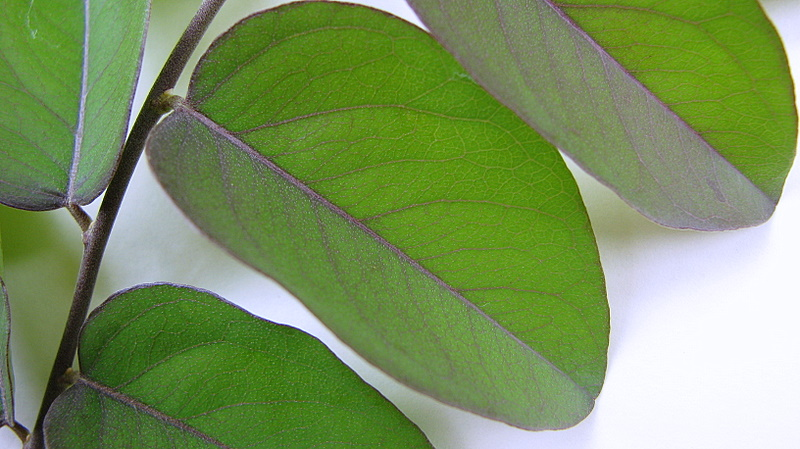
feuille de Securidaca diversifolia (Bahia, au Brésil).
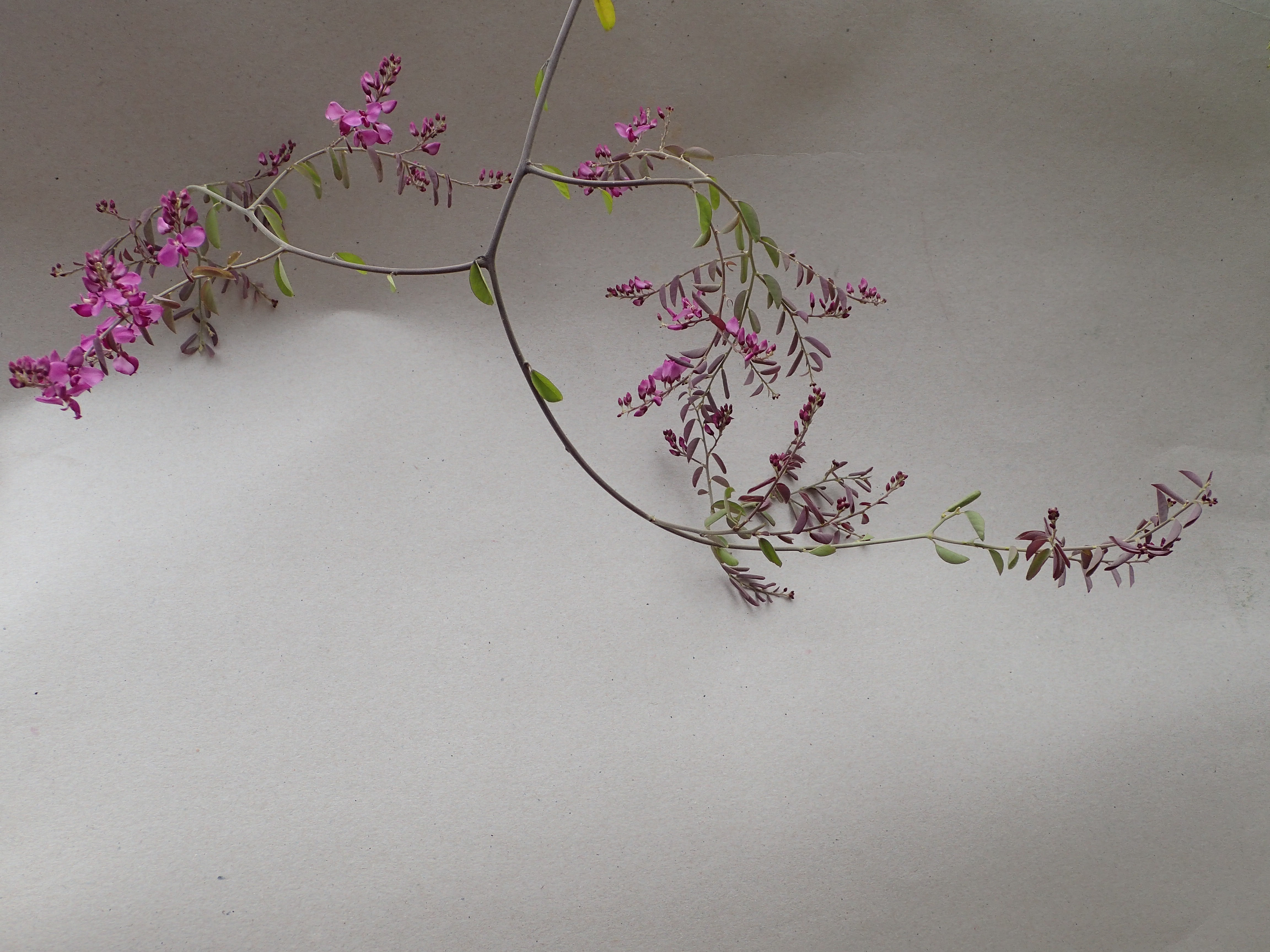
jeune rameau florifère de Securidaca diversifolia (Cayenne, en Guyane).
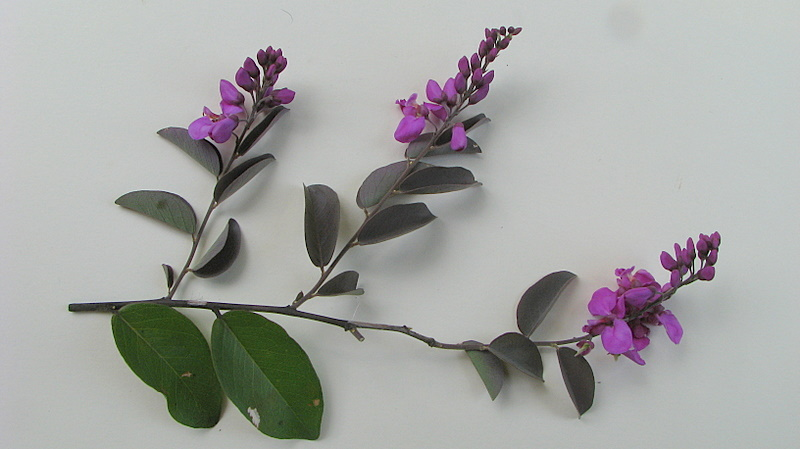
grappes de fleurs de Securidaca diversifolia (Bahia, au Brésil).
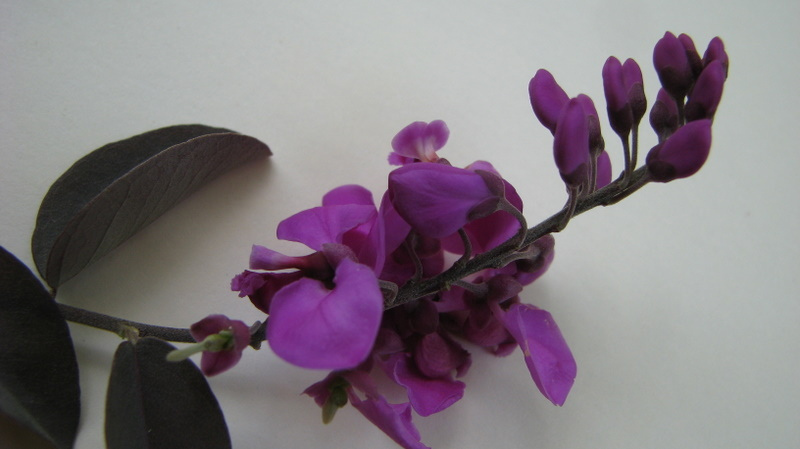
grappe de fleurs de Securidaca diversifolia (Jardim Botanico de Brasília, au Brésil).
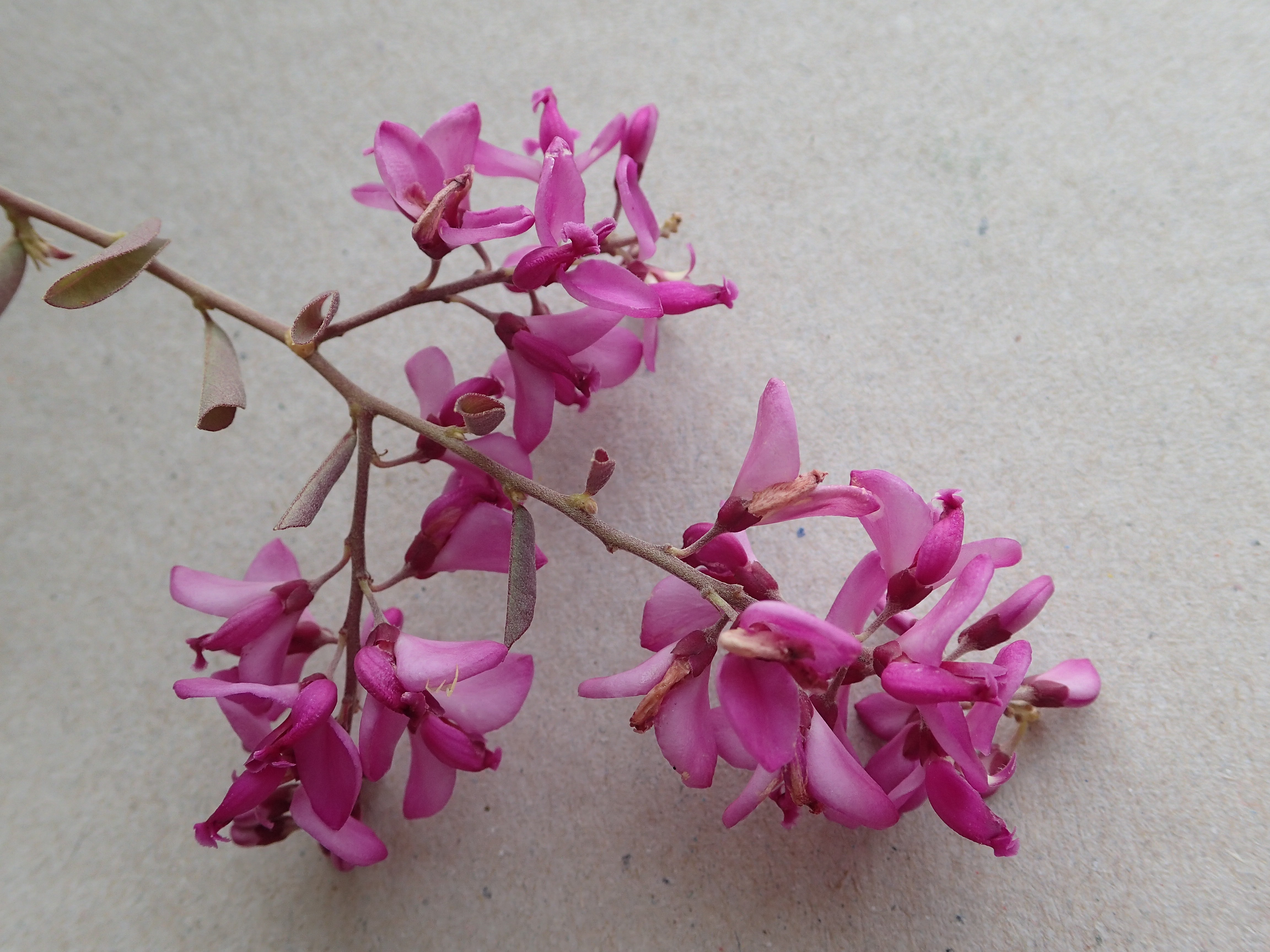
panicule de Securidaca diversifolia (Cayenne, en Guyane).
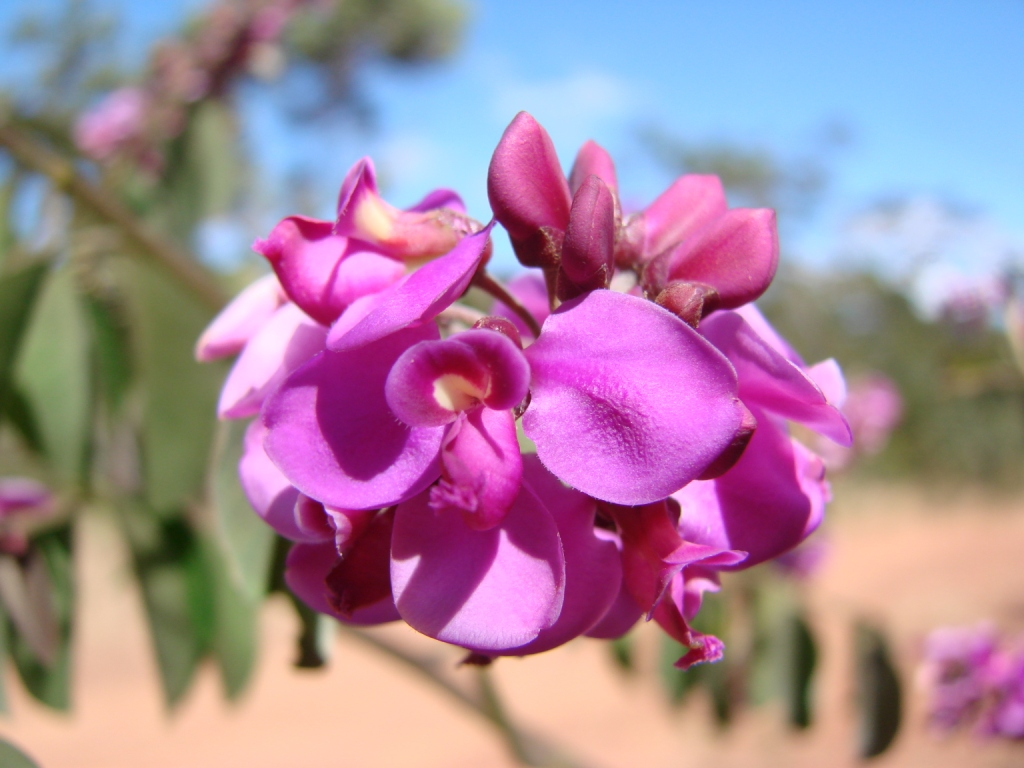
fleurs de Securidaca diversifolia (Jardim Botanico de Brasília, au Brésil).
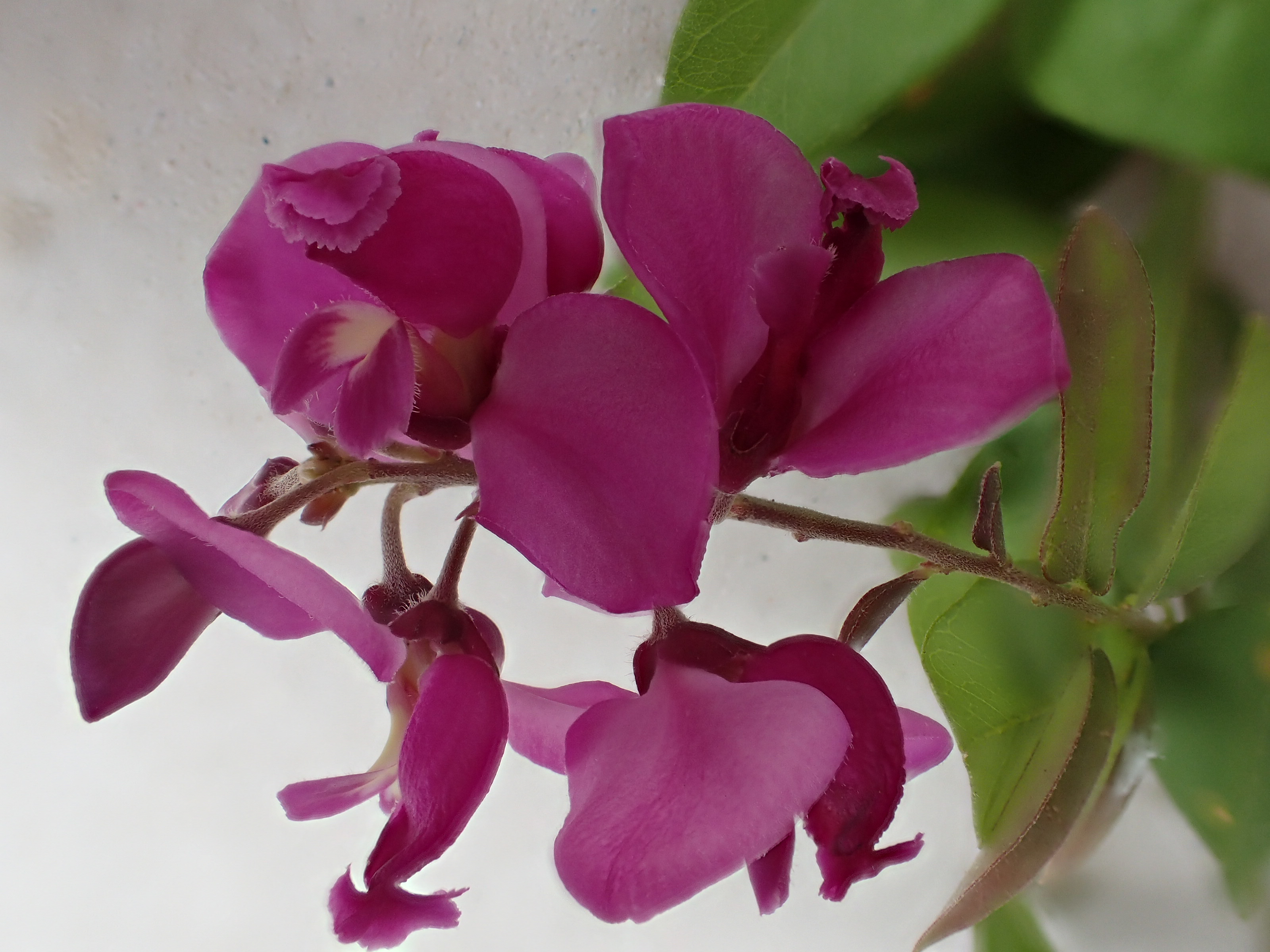
fleurs de Securidaca diversifolia (Cayenne, en Guyane).
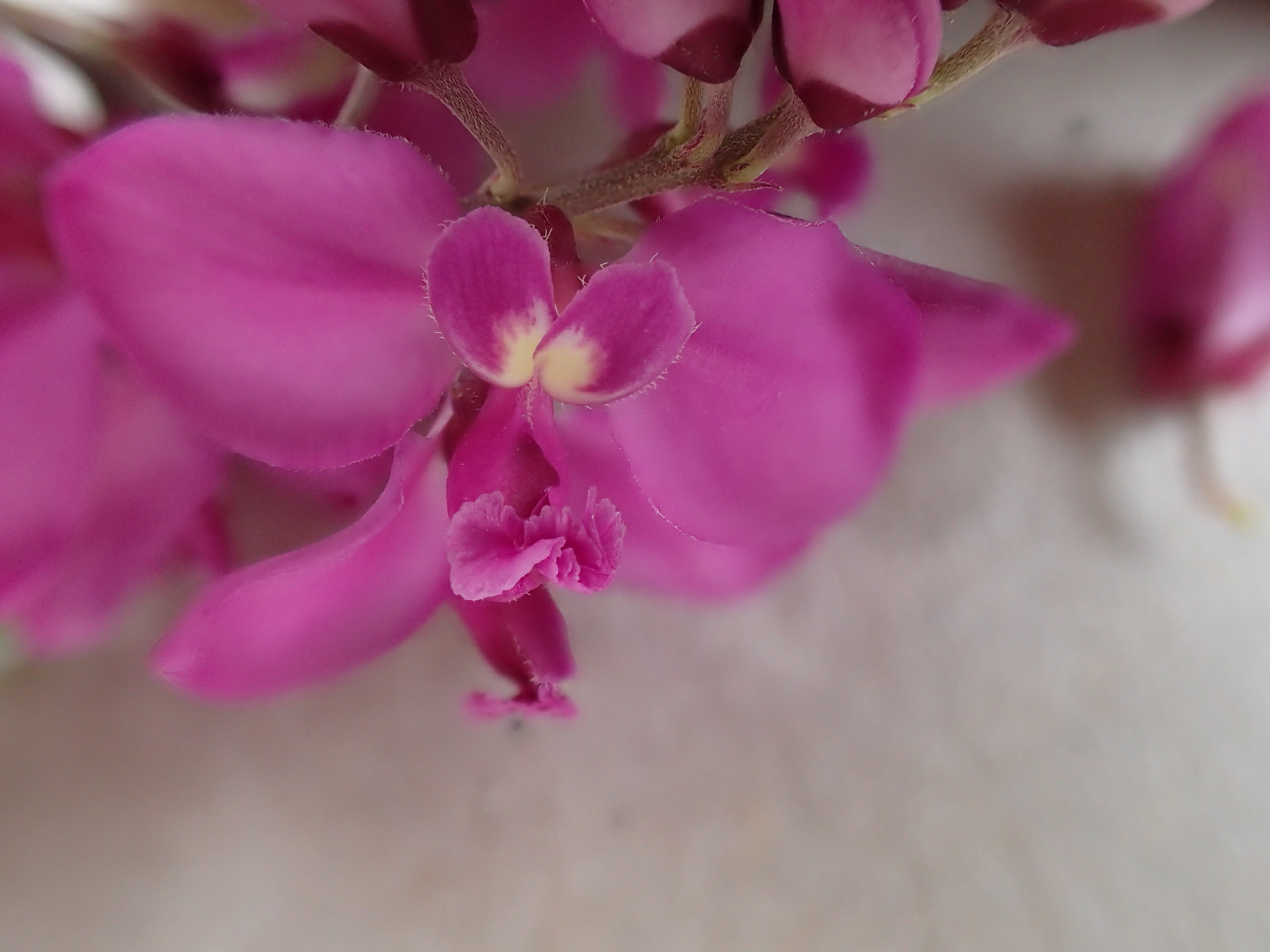
détail de fleur de Securidaca diversifolia (Cayenne, en Guyane).
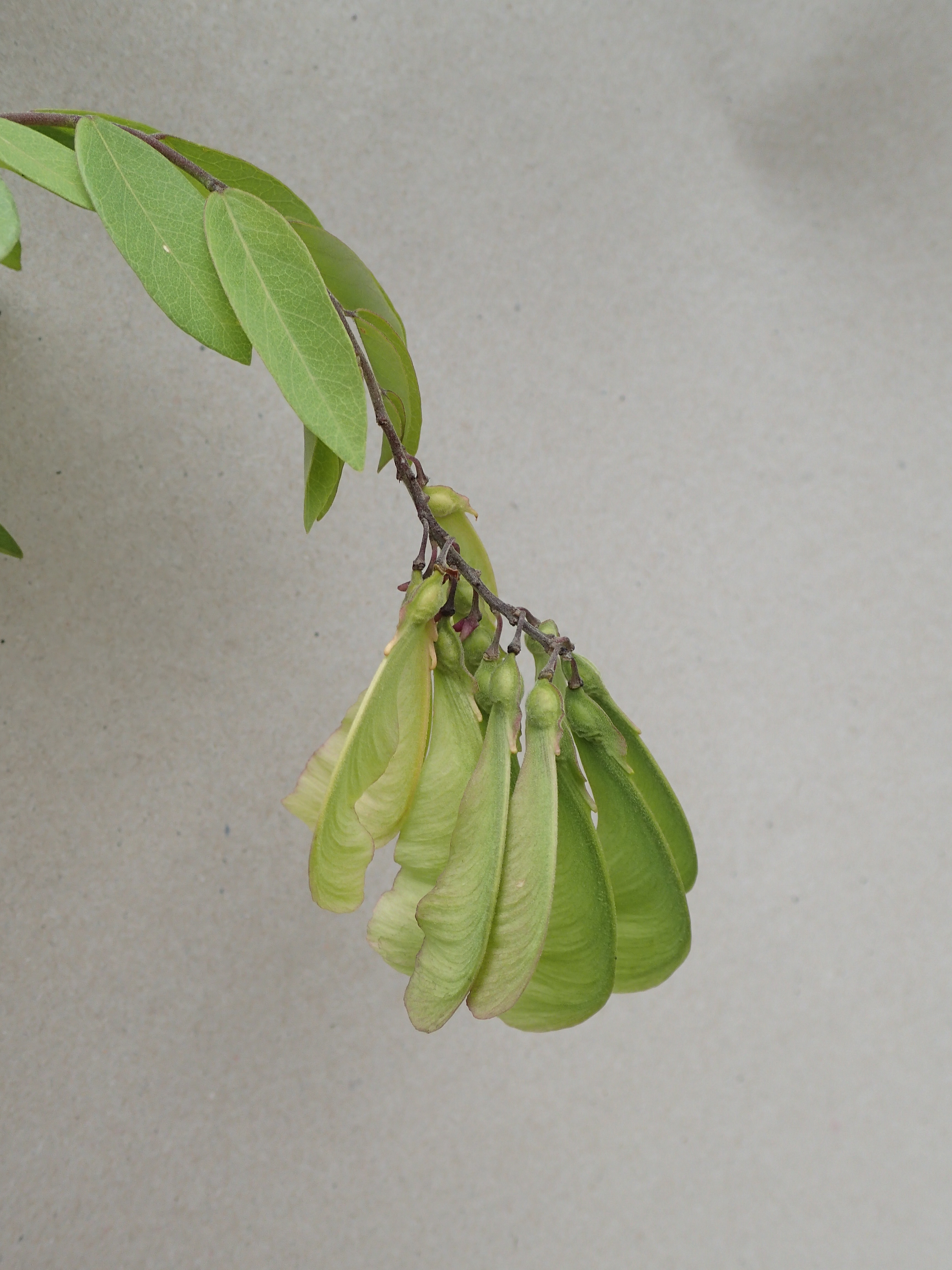
jeune infrutescence de Securidaca diversifolia (Cayenne, en Guyane).

## Répartition
On rencontre Securidaca  de l'Amérique centrale au nord de l'Amérique du Sud : Mexique, Salvador, Belize, Nicaragua, Costa Rica, Panama, Colombie, Pérou, Venezuela, Guyana, Suriname, Guyane, Brésil

## Écologie
En Guyane, Securidaca diversifolia est fertile d'août à novembre et de janvier à mars
. Ses fruits sont anémochores.